# Richard Hoggart
Richard Hoggart (né le 24 septembre 1918 à Leeds et mort le 10 avril 2014) est un professeur d'université anglais. Sa carrière a été consacrée aux domaines de la littérature anglaise, de la sociologie et à l'étude ethnographique des milieux culturels, avec un intérêt marqué pour la culture populaire britannique. Il est aux côtés de Raymond Williams et Stuart Hall l'un des fondateurs des études culturelles.
Il a également fait carrière dans des institutions publiques, et a été assistant directeur général de l'UNESCO de 1971 à 1975.
Il est surtout connu pour son livre La Culture du pauvre, paru en 1957, qui a renouvelé l'analyse de la culture populaire.

## Biographie
Richard Hoggart naît en 1918, dans un quartier ouvrier de Leeds. Orphelin, il est séparé de son frère et de sa sœur, et élevé par sa grand-mère dès l'âge de 7-8 ans. Bon élève, il reçoit une bourse d'études et est formé à la Cockburn High School et à l’université de Leeds. En 1939, il y obtient, avec une mention Très bien, le diplôme de bachelor of arts (équivalent de la licence) en littérature anglaise. La Seconde Guerre mondiale l'oblige alors à interrompre ses études. Il est soldat dans la Royal Artillery et, à la fin du conflit, est démobilisé avec le grade d'officier (Staff Captain).
Il est engagé, de 1946 à 1959, comme enseignant (avec le grade de staff tutor, puis senior staff tutor) de littérature anglaise dans la section des cours pour adultes de l’université de Hull.
En 1957, il publie son principal ouvrage, The Uses of Literacy (La Culture du pauvre), qui sera publié en France en 1970. Ce livre, en partie autobiographique, est une analyse de la culture populaire en Angleterre. Étant lui-même issu des milieux populaires, Hoggart est à même de les décrire de l'intérieur, tout en décodant leurs principaux modes de fonctionnement avec la nécessaire distance critique du scientifique qu'il est devenu. L'originalité et la pertinence de cette analyse vaudra à l'ouvrage d'être étudié et commenté par de nombreux sociologues, qui tiennent son auteur pour l'un des leurs,.
Il enseigne ensuite la littérature anglaise, comme senior lecturer, à l’université de Leicester de 1959 à 1962. En 1962, il est nommé professeur de littérature anglaise à l’université de Birmingham (1962-1973). Il y fonde, en 1964, le Centre d’études des cultures contemporaines qu'il dirige jusqu'en 1968, Stuart Hall lui succédera à la direction du centre.
Il a également été assistant directeur général de l’UNESCO (1971-1975). En 1976, il est nommé directeur du Goldsmiths College de l’Université de Londres jusqu'à la fin de sa carrière académique en 1984. Le Goldsmiths College est spécialisé dans la recherche et l'enseignement sur la culture, la créativité et la communication. Il contribuera à y ouvrir un département de media studies et continuera de s'engager pour les cours destinés aux adultes. 
En 1988, Hoggart publie son autobiographie. Le titre français est particulièrement explicite (33 Newport Street, autobiographie d'un intellectuel issu des classes populaires anglaises). À nouveau, la dimension vécue, subjective de son itinéraire, est régulièrement mise en perspective et comprise à travers son expérience de scientifique. Ce livre, sans être une analyse méthodique, est pourtant une référence pour de nombreux chercheurs en sciences sociales et notamment les sociologues et ethnologues. Ceux-ci sont inévitablement amenés à s'interroger quant à l'influence de leurs propres vécus et expériences personnelles sur leurs analyses scientifiques. Et cela d'autant plus quand leur domaine d'étude coïncide, comme chez Hoggart, avec leur milieu d'origine.
Parallèlement à sa carrière académique, Hoggart a été membre de plusieurs organisations œuvrant dans les domaines de l'art, de la formation continue et des médias de masse. Il a siégé au Comité Albermarle, dédié aux problèmes de la jeunesse (1958-1960), et au Comité Pilkington, consacré à la télévision et à la radio diffusion (1960-1962). Il a été membre du Arts Council of Great Britain (1976-1981) et du Statesman and Nation Publishing Company Limited (1977-1981). De 1962 à 1988, il a fait partie des administrateurs du Royal Shakespeare Theatre.
Il a aussi été président du Advisory Council for Adult and Continuing Education (1977-1983), et de l'Unité de recherche sur la télévision et la radio diffusion (Broadcasting research unit) (1981-1991).
En 1960, il a participé, en tant qu'expert, au procès concernant la publication du roman Lady Chatterley. Dans l’adaptation télévisée de ce procès par la chaîne BBC 4 en 2006 (l’Affaire Chatterley), son personnage est joué par l'acteur David Tennant.
Il avait deux fils, le journaliste politique Simon Hoggart (décédé en janvier 2014) et le critique pour la télévision Paul Hoggart, ainsi qu'une fille, Nicola.

## Œuvres
La plupart des œuvres de Richard Hoggart ne sont disponibles qu'en anglais, excepté les plus célèbres, La Culture du pauvre (The Uses of Literacy), et 33 Newport Street, autobiographie d'un intellectuel issu des classes populaires anglaises qui est la traduction du premier des trois volumes de son autobiographie.(A Local Habitation: Life and Times, 1918-1940).

### Ouvrages et articles en anglais
- Auden (Chatto, 1951)  (ISBN 0-7011-0762-6) biographie de W. H. Auden.
- Between Two Worlds: Essays, 1978-1999 (Aurum Press, 2001)  (ISBN 1-85410-782-8).
- The Uses of Literacy: Aspects of Working Class Life (Chatto and Windus, 1957)  (ISBN 0-7011-0763-4).
- Teaching Literature (Nat. Inst. of Adult Education, 1963)  (ISBN 0-900559-19-5).
- Higher Education and Cultural Change: A Teacher's View (Earl Grey Memorial Lecture) (Univ.Newcastle, 1966)  (ISBN 0-900565-62-4).
- Contemporary Cultural Studies: An Approach to the Study of Literature and Society (Univ. Birmingham, Centre for Contemp. Cult. Studies, 1969)  (ISBN 0-901753-03-3).
- Speaking to Each Other: About Literature v. 2 (Chatto and Windus, 1970)  (ISBN 0-7011-1514-9).
- Speaking to Each Other: About Society v. 1 (Chatto and Windus, 1970)  (ISBN 0-7011-1463-0).
- Only Connect: On Culture and Communication (Reith Lectures) (Chatto and Windus, 1972)  (ISBN 0-7011-1865-2).
- After Expansion, a Time for Diversity: The Universities Into the 1990's (ACACE, 1978)  (ISBN 0-906436-00-1).
- An Idea and Its Servants: UNESCO from Within (Chatto and Windus, 1978)  (ISBN 0-7011-2371-0).
- An English Temper (Chatto and Windus, 1982)  (ISBN 0-7011-2581-0).
- The Future of Broadcasting par Richard Hoggart, Janet Morgan (Holmes & Meier, 1982)  (ISBN 0-8419-5090-3).
- British Council and the Arts par Richard Hoggart et al (British Council, 1986)  (ISBN 0-86355-048-7).
- The Worst of Times: An Oral History of the Great Depression in Britain par Nigel Gray, Richard Hoggart (Barnes & Noble Imports, 1986)  (ISBN 0-389-20574-5).
- An Idea of Europe (Chatto and Windus, 1987)  (ISBN 0-7011-3244-2).
- A Local Habitation: Life and Times, 1918-1940 (Chatto and Windus, 1988)  (ISBN 0-7011-3305-8).
- Liberty and Legislation (Frank Cass Publishers, 1989)  (ISBN 0-7146-3308-9).
- A Sort of Clowning: Life and Times, 1940-59  (Chatto and Windus, 1990)  (ISBN 0-7011-3607-3) first volume of Hoggart's "Life and Times" described his working-class childhood in Leeds.
- First and Last Things: The Uses of Old Age (Aurum Press, 1999)  (ISBN 1-85410-660-0).
- An Imagined Life: Life and Times 1959-91 (Chatto and Windus, 1992)  (ISBN 0-7011-4015-1).
- Townscape with Figures: Farnham - Portrait of an English Town (Chatto and Windus, 1994)  (ISBN 0-7011-6138-8).
- A Measured Life: The Times and Places of an Orphaned Intellectual (Transaction Publishers, 1994)  (ISBN 1-56000-135-6).
- The Way We Live Now: Dilemmas in Contemporary Culture (Chatto and Windus, 1995)  (ISBN 0-7011-6501-4).
- The Tyranny of Relativism: Culture and Politics in Contemporary English Society (Transaction Publishers, 1997)  (ISBN 1-56000-953-5).
- Between Two Worlds: Politics, Anti-Politics, and the Unpolitical (Transaction Publishers, 2002)  (ISBN 0-7658-0097-7).
- Everyday Language and Everyday Life (Transaction Publishers, 2003)  (ISBN 0-7658-0176-0).
- Mass Media in a Mass Society: Myth and Reality (Continuum International Publishing Group - Academi, 2004)  (ISBN 0-8264-7285-0).

### Ouvrages traduits en français
- La Culture du pauvre [« The Uses of Literacy:Aspects of Working Class Life »], Éditions de Minuit, 1970, 424 p. (ISBN 978-2707301178)
- 33 Newport Street : Autobiographie d'un intellectuel issu des classes populaires anglaises [« A Local Habitation: Life and Times, 1918-1940 »], Le Seuil, coll. « Hautes études », 1991, 288 p. (ISBN 978-2020122641); réédition poche, Points, 2013, 380 p.  (ISBN 978-2757836651)

## Source
- (en) Cet article est partiellement ou en totalité issu de l’article de Wikipédia en anglais intitulé « Richard Hoggart » (voir la liste des auteurs).